# Ramon de Cardona i de Pinós
Ramon de Cardona i de Pinós (o Ramon de Cardona-Anglesola) (1401 - 1460) fou baró de Bellpuig, de Linyola, d'Utxafava i de Calonge.

## Orígens familiars
Era fill d'Hug de Cardona i de Luna i de Francesca de Pinós.

## Matrimoni i descendents
Va casar-se amb Caterina Centelles. Van tenir almenys un fill:
- Hug de Cardona i Centelles, es casà amb Elfa de Perellós.
- Guillem de Cardona i Centelles.
- Antoni de Cardona, baró de Bellpuig i virrei de Sicília.